# U21-världsmästerskapet i basket för herrar
U21-världsmästerskapet i basket för herrar hade premiär 1993, och var ursprungligen en U22-turnering innan FIBA i december 1998 beslutade sig för att sänka åldersbestämmelserna till 21 år. FIBA beslutade sig senare för att turneringen skulle sluta spelas.

## Resultat
| År   | Värdnation | Final          | Final    | Final           | Match om tredjepris | Match om tredjepris | Match om tredjepris         |
| År   | Värdnation | Vinnare        | Resultat | Tvåa            | Trea                | Resultat            | Fyra                        |
| ---- | ---------- | -------------- | -------- | --------------- | ------------------- | ------------------- | --------------------------- |
| 1993 | Spanien    | USA U21        | 71–55    | Frankrike U21   | Brasilien U21       | 80–66               | Italien U21                 |
| 1997 | Australien | Australien U21 | 88–73    | Puerto Rico U21 | FR Jugoslavien U21  | 84–72               | Argentina U21               |
| 2001 | Japan      | USA U21        | 89–80    | Kroatien U21    | Argentina U21       | 87–82               | Dominikanska republiken U21 |
| 2005 | Argentina  | Litauen U21    | 65–63    | Grekland U21    | Kanada U21          | 79–74               | Australien U21              |